# Fremdsprachige Schriftsteller
Fremdsprachige Schriftsteller ist der Titel eines einbändigen Autorenlexikons, das in der Reihe Meyers Taschenlexikon 1971 im Verlag Bibliografisches Institut in Leipzig erschien. Herausgeber war Gerhard Steiner, wissenschaftlicher Redakteur war Herbert Greiner-Mai.

## Konzept
Das Lexikon enthält über 1600 (ab der 3. Auflage über 1700) alphabetisch sortierte Artikel zu nicht-deutschsprachigen Schriftstellern sowie zu einigen anonymen Werken der Weltliteratur. Bei der Auswahl der Artikel wurde ein Schwerpunkt auf Autoren gelegt, deren Werke in der DDR in Übersetzungen erhältlich sind. Dadurch sind die Literaturtraditionen Russlands und der anderen Sowjetrepubliken überproportional vertreten. Aus anderen Weltregionen wurden zum einen Autoren aufgenommen, die weltliterarisch besonders bedeutsam sind, zu anderen die, die aus der Sicht der DDR-Literaturwissenschaft als progressiv galten.
Bezüglich der Darstellung der Autoren kündigt Steiner im Vorwort an: „Alle Mitarbeiter waren bemüht, Auswahl und Bewertung auf der Grundlage des historischen und dialektischen Materialismus den fortschreitenden literaturwissenschaftlichen Erkenntnissen entsprechend vorzunehmen.“ Das zeigt sich u. a. daran, dass bei jedem Artikel die Klassenherkunft des Autors erwähnt wird.

## Publikationsgeschichte
Es erschienen folgende Auflagen:
- 1. Auflage: 1971
- 2., unveränderte Auflage: 1972
- 3., neubearbeitete Auflage: 1980
- 4., durchgesehene Auflage: 1982

Als Vorgänger von Fremdsprachige Schriftsteller kann das ebenfalls von Steiner herausgegebene Lexikon der Weltliteratur gelten, das 1963 im Volksverlag Weimar erschien und dessen 2. und 3. Auflage 1956 bzw. 1966 ebenfalls vom Bibliografischen Institut veröffentlicht wurden.
Parallel zum einbändigen Nachschlagewerk, das einer „breiten Benutzerschaft [...] dienlich sein“ soll, gab der Verlag auch ein dreibändiges Lexikon fremdsprachiger Schriftsteller heraus (Band 1 A–G 1977, Band 2 H–O 1979, Band 3 P–Z 1980, 2. Auflage jeweils 1981), das einen vollständigeren Überblick geben und wissenschaftlichen Ansprüchen genügen soll.

## Mitarbeiter der 1. Auflage
- Bozorg Alavi: persische Literatur
- Dagmar Ansari: indische Literaturen
- Helga Anton: indische Literaturen
- Renate Bauwe: mongolische Literatur
- Eva Behring: rumänische Literatur
- Willi Beitz: russische Literatur
- Jürgen Berndt: japanische Literatur
- Artur Bethke: schwedische Literatur
- Horst Bien: norwegische Literatur
- Eduard Braun: russische Literatur
- Eberhard Brüning: nordamerikanische Literatur
- Adalbert Dessau: lateinamerikanische Literaturen und portugiesische Literatur
- Gerhard Dudek: russische Literatur
- Dietmar Endler: bulgarische Literatur
- Annemarie Esche: burmesische Literatur
- Heinz Fähnrich: georgische Literatur
- Wilfried Fiedler: albanische Literatur
- Helmut Findeisen: englische Literatur
- Burkhard Forstreuter: afrikanische Literaturen
- Harald Funk: arabische Literatur
- Klaus Globig: belarussische Literatur
- Hans Gründler: russische Literatur
- Fritz Gruner: chinesische Literatur
- Erhard Hexelschneider: russische Literatur
- Barbara Hiller: russische Literatur
- Walter Hofmann: lateinische Literatur
- Kurt Huber: indonesische, malaiische und philippinische Literatur
- Johannes Irmscher: altgriechische und neugriechische Literatur
- Manfred Jähnichen: jugoslawische Literaturen
- Harri Jünger: russische Literatur
- Ewald Jurkschat: lettische und litauische Literatur
- Sigrid Kleinmichel: türkische Literatur
- Erika Kosmalla: dänische Literatur
- Bruno Kress: isländische Literatur
- Lê khac Bac: vietnamesische Literatur (3. Auflage: Ursula Lies)
- Manfred Lorenz: afghanische, tadschikische und ossetische Literatur
- Gerhard Rudolf Meyer: babylonisch-assyrische Literatur
- Günter Morawe: hebräische und jiddische Literatur
- Renate und Heinrich Petermann: französische und italienische Literatur
- Herbert Peukert: jugoslawische Literaturen
- Lajos Pók: ungarische Literatur
- Walter Reiss: russische Literatur
- Reta Rentner: koreanische Literatur
- Walter Ruben: indische Literaturen
- Ingrid Schäfer: russische Literatur
- Gerhard Schaumann: moldauische und russische Literatur
- Horst Schmidt: russische Literatur
- Kurt Schmidt: finnische Literatur
- Kurt Schnelle: spanische Literatur
- Doris Schultz: aserbaidschanische, kasachische, kirgisische, tatarische, turkmenische und Usbekische Literatur
- Georg Seehase: englische Literatur
- Ilse Seehase: tschechische und slowakische Literatur
- Thomas Silberstein: indische Literatur
- Nikolai Sillat: estnische Literatur
- Arwed Spreu: niederländische und flämische Literatur
- Ernst Tempel: polnische Literatur
- Michael Wegner: russische und ukrainische Literatur

Folgende Autoren waren an der 3. Auflage nicht mehr beteiligt: Harald Funk, Ewald Jurkschat, Lê khac Bac, Herbert Peukert und Arwed Spreu.